# Myotomys sloggetti
Myotomys sloggetti es una especie de roedor miomorfo de la familia Muridae.

## Distribución y hábitat
Se encuentra en Lesoto y Sudáfrica.
Su hábitat natural son zonas subtropicales o tropicales a gran altitud pastos, pantanos y zonas rocosas.